# Eddie Valiant
Edward "Eddie" Valiant è un personaggio immaginario e il protagonista del romanzo Who Censored Roger Rabbit? e l'adattamento cinematografico Chi ha incastrato Roger Rabbit. È stato interpretato da Bob Hoskins.

## Caratterizzazione
La personalità di Eddie Valiant presenta molte differenze tra il primo libro e il film e il secondo e il terzo libro della serie (questi ultimi difatti sono stati scritti dopo l'uscita del film e sono quindi più coerenti con esso per ambientazione e caratterizzazione dei personaggi): in tutte e quattro le versioni è descritto come uno squattrinato detective dal carattere estremamente irascibile e scontroso, nonché dedito al consumo di alcolici e in crisi depressiva. Da quando si è dedicato all'alcol, Eddie è diventato oggetto di scherno tra le forze di polizia.
Tuttavia, se nel primo libro non vengono date motivazioni alla sua indole e al suo alcolismo, nel film e nei due capitoli successivi della storia letteraria, viene fatta luce su più avvenimenti riguardanti la sua vita, e spiegato che il suo atteggiamento negativo è dovuto alla morte del fratello Teddy, ucciso da un misterioso Cartone (nel film durante una rapina in una banca di Cartoonia) e (questo solo nel secondo libro) dalla perdita del suo terzo fratello Freddy, scomparso misteriosamente durante una vacanza in Sud America. Ciò ha portato Eddie, un tempo persona molto allegra e incline allo scherzo, a perdere fiducia nel prossimo, a detestare la maggior parte dei Cartoni e a rifugiarsi nell'alcool, assumendo le vesti di un antieroe amareggiato, cinico e serio. Durante il film, tuttavia, inizia a smettere di bere alcolici e diventa amico di Roger Rabbit. Nel film e nel secondo libro Eddie è fidanzato con Dolores (nel libro chiamata Doris), e (solo nel secondo libro) ha una quarta sorella di nome Heddy, sposata con uno scorbutico Cartone poliziotto dalle sembianze animalesche di nome Ferd (con il quale Eddie ha un pessimo rapporto) e madre di tre pestiferi bambini.

### Who Censored Roger Rabbit?
Nel romanzo originale Eddie Valiant è un immaginario investigatore privato con sede a Los Angeles, assunto dalla star dei fumetti Roger Rabbit per indagare sui corrotti datori di lavoro di Roger, i Fratelli DeGreasy. Quando Roger viene trovato morto e le sue ultime parole sono state "censurate", Valiant viene presto inviato sul caso di rintracciare gli assassini di Roger. Questa incarnazione originale di Eddie è un accanito fumatore e ha la barba oltre ad essere più muscoloso e cesellato rispetto a quello che appare nel film.

### Chi ha incastrato Roger Rabbit
Il film del 1988 dà un'idea del passato di Eddie. Foto e ritagli di giornale nel suo ufficio rivelano che lui e suo fratello Theodore ("Teddy" in breve) erano figli di un clown da circo, si unirono alle forze di polizia nel 1925 e iniziarono il proprio servizio come investigatori privati nel 1938, mettendosi in affari con la cameriera di bar Dolores. I fratelli Valiant stabilirono rapidamente una reputazione di onori per l'aiuto dato ai Cartoni in difficoltà, come l'aver risolto il rapimento dei nipoti di Paperino e liberato Pippo dalle accuse di spionaggio. Nel 1942, mentre stavano indagando su una rapina a Cartoonia, uno sconosciuto rapinatore di banche (che in seguito si rivelò essere il giudice Morton) fece cadere un pianoforte su di loro da 15 piani in su. Eddie sopravvisse ma si ruppe un braccio, mentre Teddy è stato ucciso all'istante. La tragedia ha lasciato Eddie con un disgusto generale per i cartoni e la sua attività crollò, perdendo il rispetto dalla maggior parte delle forze di polizia ed è diventato un alcolizzato, affetto da disturbo da stress post-traumatico e depressione. Eddie iniziò a vivere nell'ufficio che lui e Teddy avevano condiviso e lasciò la scrivania di Teddy in suo ricordo, rifiutandosi di spolverarla o far sedere qualcuno sulla sua sedia.
5 anni dopo (nel 1947, anno in cui il film è ambientato), Eddie viene incaricato dal noto produttore R.K. Maroon di procurarsi delle prove sull'infedeltà di Jessica Rabbit. Il marito della donna, il famoso coniglio star del cinema Roger Rabbit, sospetta difatti che la moglie lo tradisca, e ciò non lo aiuta a concentrarsi nel suo lavoro di attore. Eddie così, dopo essersi recato al night club Inchiostro e Tempere, dove Jessica si esibisce (rimanendo profondamente colpito dalla sua bellezza) e la fotografa mentre è intenta a fare "farfallina" - un innocuo gioco da bambini che per i Cartoni parrebbe grave quanto un adulterio - con Marvin Acme, il titolare della Acme Corporation, nonché padrone di Cartoonia, lasciando il povero Roger letteralmente sconvolto dal dolore. Quella stessa notte, Acme viene assassinato, e dell'omicidio viene subito sospettato Roger. Recatosi sul luogo del delitto assieme al collega, il tenente Santino, Eddie fa la conoscenza del Giudice Morton, un sinistro personaggio che ha assunto la carica di giudice di Cartoonia comprandosi i voti alle elezioni, il quale si è messo subito sulle tracce di Roger per processarlo e condannarlo a morte servendosi della Salamoia, un composto di sua creazione a base di trementina, acetone e benzina grazie al quale è possibile uccidere fisicamente i Cartoni. Poco dopo Eddie viene a sapere da Baby Herman - fermamente convinto dell'innocenza di Roger - che Acme aveva fatto testamento, nel quale dichiarava di lasciare Cartoonia ai Cartoni, e che era proprio per quel testamento che era stato ucciso. Dopo un'iniziale riluttanza, Eddie decide di aiutare Roger a scagionarsi dall'accusa di omicidio e di cercare di recuperare il testamento, mettendosi contro Morton e obbligando sotto minaccia di danni fisici R.K. Maroon - che sospetta essere implicato nell'omicidio di Acme - di raccontargli tutta la verità. Poco dopo Maroon viene ucciso da un misterioso assassino e, per inseguirlo, Eddie si reca a Cartoonia, dove incontra Jessica e da lei apprende che dietro l'assassinio di Acme e in seguito di Maroon c'è in realtà Morton, desideroso di impossessarsi di Cartoonia per motivi misteriosi. Poco dopo il malvagio giudice, con l'aiuto delle faine della Toon Patrol cattura i due e li porta alla fabbrica Acme, dove il giudice rivela di volere distruggere completamente Cartoonia con una speciale apparecchiatura in grado di pompare enormi quantità di Salamoia, e costruire al suo posto una superstrada che colleghi Los Angeles a Pasadena. In seguito Morton cattura anche Roger (giunto sul posto per salvare la moglie e l'amico) e condanna a morte tutti e tre. Per risolvere la situazione, Eddie inscena un buffo numero comico che uccide le faine facendole letteralmente morire dalle risate, dopodiché viene affrontato da Morton. Durante lo scontro, Eddie finisce inchiodato da un magnete gigante ad una botte di ferro mentre Morton si accinge ad appiattirlo con il grosso rullo compressore di una schiacciasassi. Dopo qualche tentativo, Eddie riesce finalmente a calciare con il piede una scatola di buchi portatili e a liberarsi pochi istanti prima che il rullo compressore lo schiacci; Morton a sua volta rimane incollato e viene stritolato senza però morire, rivelando così la sua natura di Cartone, oltre che di essere proprio il Cartone che uccise il fratello di Eddie. Dopo una tremenda lotta, Eddie riesce a sconfiggere il malvagio Cartone, che muore sciolto nella Salamoia, dopodiché libera Roger e Jessica e ritrova il testamento di Acme, che consegnerà ai Cartoni. Finalmente libero dalla depressione e dal dolore, recupera il suo spirito allegro e scherzoso ed incomincia una nuova vita insieme a Dolores.

#### Versione dei romanzi
In Who P-P-P-Plugged Roger Rabbit? (romanzo di Gary K. Wolf che trae ispirazione dal film per ambientazione e caratterizzazione dei personaggi) il personaggio è sì simile alla versione del film, ma con alcune differenze: in questa versione Eddie conosce Roger e Jessica, ed ha scagionato Roger dall'accusa di omicidio di un importante divo del cinema (di cui non è mai rivelata l'identità, ma che non è Marvin Acme, che in questo universo parallelo non sembra essere mai esistito) e non ha mai scoperto chi è il Cartone che ha ucciso Teddy (neanche Morton compare ne viene mai menzionato), e si mette in società con il fratello Freddy, che scompare misteriosamente durante una vacanza in Sud America insieme ad Eddie e alla sua fidanzata Doris. Tempo dopo Eddie riceve l'incarico da Roger di investigare sulla presunta infedeltà di Jessica - che sembra avere un rapporto molto ambiguo con Clark Gable - e viene lasciato da Doris, delusa dal suo alcolismo e dal suo mestiere pericoloso. Le indagini di Eddie lo porteranno a contatto con il noto produttore cinematografico David O. Selznick, e ad essere lui stesso accusato dell'omicidio dell'attore Cartone Kirk Enigman - in lizza assieme a Roger, Gable e Baby Herman per il ruolo di Rhett Butler in Via col vento - e a scoprire un'orrenda verità: alcuni criminali - tra cui Enigman, Dodger, il perfido fratello di Roger e soprattutto il crudele Pepper Potts, braccio destro di Selznick - sono riusciti a creare una pozione da loro chiamata Toon Tonic, capace di trasformare gli esseri umani in Cartoni e viceversa. Quella stessa pozione ha trasformato suo fratello Freddy in un Cartone, e perfino Roger, per ingannare Pepper Potts - che ha eliminato i colleghi per arricchirsi con la formula della pozione - ne fa uso. Al termine della vicenda, Roger e Eddie riescono a sconfiggere Potts, il quale prima di morire, rivela di essere anche lui un Cartone mutato in umano grazie al Toon Tonic, a scagionare lo stesso Eddie dall'accusa dell'omicidio di Enigman e a provare che Jessica non è mai stata infedele nei confronti del marito. Inoltre Eddie avrà un incontro chiarificatore con Freddy, il quale si rivela felicissimo di essere diventato un Cartone e si rifiuta di bere il Toon Tonic per ritrasformarsi in umano. Per questo motivo Eddie si rifiuta di raccontare alla sorella Heddy cosa sia successo al fratello, facendole credere che in realtà è morto come Teddy. Nel corso della vicenda, Eddie intreccia una relazione con Jocelyn, la sorella gemella di Jessica - chiamata Little Jo a causa della sua bassa statura - e al termine del libro sembra fidanzarsi con lei.

### Competenze e abilità
Eddie Valiant non ha alcun superpotere ma è astuto e molto intelligente: sulla scrivania del suo ufficio sono visibili articoli di giornale che comprendono i titoli "Valiant & Valiant risolvono il rapimento dei nipoti", "Qui, Quo e Qua vengono riconsegnati a Paperino" e "Pippo scagionato dalle accuse di spionaggio", casi risolti insieme al fratello Teddy. Nella scena in cui guarda le foto in ufficio, risulta che Eddie e suo fratello, prima di arruolarsi nella polizia, erano i figli di un clown: riesuma questa abilità quando si esibisce per far morire dal ridere le faine di Morton. Nonostante sia corpulento, conserva agilità e riflessi eccezionali ed è abile nel combattimento corpo a corpo.

## Accoglienza
Per il ruolo di Eddie Valiant, Bob Hoskins ha avuto diversi riconoscimenti: 
- Evening Standard British Film Awards per il miglior attore nel 1988 (vinto)
- Golden Globe per il miglior attore in un film commedia o musicale nel 1989 (nomination)
- Saturn Award per il miglior attore nel 1990 (nomination)

## Curiosità
- Nella serie ispirata al film Bonkers gatto combinaguai, uno dei protagonisti è il personaggio di Lucky Piquel, rude poliziotto caratterialmente molto simile ad Eddie per via della sua antipatia nei confronti dei Cartoni, cosa che renderà inizialmente abbastanza difficile il suo rapporto con il suo collega Cartone Bonkers (a sua volta ispirato a Roger Rabbit sia fisicamente che caratterialmente).